# Bagdad (provincie)
Provincia Bagdad din Irak include orașul Bagdad și zonele din jurul acestuia. Are o suprafață de 734 km². În 2003 populația estimată a provinciei era de 6.400.400 locuitori.
1. ↑   http://www.citypopulation.de/Iraq-Cities.html Lipsește sau este vid: |title= (ajutor)